# محمد أبو سلمية
محمد محمد عبد الحليم أبو سلمية (أبو خالد؛ وُلد في 18 أكتوبر 1973 في مخيم الشاطئ – ) طبيب أطفال فلسطيني. عمل مديرًا طبيًا لمستشفى النصر الحكومي للأطفال عام 2007، ومديرًا لمستشفى الشهيد د. عبد العزيز الرنتيسي التخصصي الحكومي للأطفال عام 2015. تولى عام 2019 إدارة مجمع الشفاء الطبي، واعتقله الجيش الإسرائيلي خلال اجتياحه قطاع غزة عام 2023 واقتحامه مجمع الشفاء الطبي في المرة الأولى في نوفمبر 2023. أُفرج عنه لاحقًا في 1 يوليو 2024. نال جائزة الطبيب العربي لعام 2024، في اجتماع وزراء الصحة العرب في دورته الحادية والستون.

## المولد والنشأة
ولد محمد أبو سلمية في مخيم الشاطئ للاجئين غرب مدينة غزة، لأبوين ينحدران من قرية الجورة قرب عسقلان في قضاء غزة.

### الدراسة والتكوين العلمي
حصل على شهادة الدراسة الثانوية العامة من مدرسة الكرمل الثانوية للبنين في مدينة غزة عام 1991.
درس الطب في جامعة بوغوموليتس الطبية الوطنية في العاصمة الأوكرانية كييف؛ بسبب منع الاحتلال الإسرائيلي ترخيص أي كلية طبية في قطاع غزة ذلك الوقت.
عاد إلى قطاع غزة عام 1998، ولاحقًا بدأ التخصص في طب الأطفال وحصل على البورد الفلسطيني عام 2013.

## التجربة الطبية
عمل أبو سلمية في عدة مستشفيات في قطاع غزة، حيث بدأ العمل كطبيب في مستشفى غزة الأوروبي في خان يونس عام 2000. ثم انتقل إلى مستشفى النصر للأطفال حيث شغل منصب المدير الطبي للمستشفى عام 2007. في عام 2015، تولى إدارة مستشفى الرنتيسي للأطفال، وفي يوليو 2019، أصبح مديرًا لمجمع الشفاء الطبي.

## اعتقاله والتحقيق
اعتُقل أبو سلمية يوم 23 نوفمبر 2023، خلال عملية اقتحام قسم الطوارئ في مستشفى الشفاء خلال العدوان الإسرائيلي على قطاع غزة. وقد تعرض للتعذيب والتنكيل في السجون الإسرائيلية بسبب رفضه الإذعان للمزاعم التي حاول الاحتلال نشرها بخصوص استخدام المستشفى لأغراض عسكرية.
وقد نقل أحد رفاقه في الأسر أن سجاني الاحتلال أجبروا أبو سلمية على الجثو على يديه وركبتيه بعدما كسروا يديه ووضعوا حبلاً على رقبته واقتادوه أمام بقية الأسرى.

## الإفراج عنه
أفرج الاحتلال الإسرائيلي يوم 1 يوليو 2024، عن الدكتور محمد أبو سلمية ضمن 50 اسيرًا غزيًّا، وأثار خبر الإفراج عنه غضبًا واستياء شديدين لدى الساسة الإسرائيليين على مختلف أطيافهم. وقال أبو سلمية في مؤتمر صحفي عقب الإفراج عنه، اعتقلت ضمن قافلة من المرضى والأطباء كنا متوجهين لجنوب القطاع، رغم محاكمتي 3 مرات لم توجه إلي أي تهمة، وبقيت بالسجن شاهدًا على صنوف التعذيب بالسجون، وقد استشهد الكثير من أفراد الطواقم تحت التعذيب، والتي اشترك بها أطباء وطواقم طبية تابعة للاحتلال أيضًا.

## الوظائف والمسؤوليات[1]
- عام 2000م: عمل كطبيب في مستشفى غزة الأوروبي.
- عام 2004م: عمل طبيباً في مستشفى النصر للأطفال.
- عام 2007م: تولى منصب المدير الطبي لمستشفى النصر.
- عام 2013م: حصوله على البورد الفلسطيني في طب الأطفال.
- عام 2015م: تولى إدارة مستشفى الرنتيسي.
- عام 2019م: أصبح مديراً لمستشفى الشفاء.
- عمل محاضرا في جامعة الأزهر والجامعة الإسلامية.
- ترأس نادي الصداقة الرياضي.